# ハジバム3。
『ハジバム3。』は、日本のシンガーソングライター・ハジ→が2012年8月8日にVillage Again Associationから発売したインディーズ3枚目のミニアルバムである。

## 解説
- 8月22日付オリコンウィークリーアルバムチャートで総合9位を獲得。自己最高位を更新した。
- 初回限定盤には、デビュー後からの全てのPVを収録したDVDを付属。また配信盤では、iTunes Music Storeプレオーダー特典として「あなた。」のオフィシャルPVが観られる。

## 収録曲

### CD
1. ずっと。
作詞・作曲：ハジ→
インディーズ2ndシングル
2. 踊れジャポネ→ゼ♪♪。
作詞・作曲：ハジ→
3. KING☆OF☆SUMMER。
作詞・作曲：ハジ→
4. あなた。
作詞・作曲：ハジ→
配信シングル
5. シアワセサガシ。
作詞・作曲：ハジ→
6. 瞬く間。
作詞・作曲：ハジ→
インディーズ2ndシングルカップリング
7. our days。〜僕らの日々〜
作詞・作曲：ハジ→
8. P.S...。
作詞・作曲：ハジ→
使用している楽器がCD盤と配信盤とで異なっている。

### DVD
- 初回盤のみ付属

1. おまえに。
2. 春色。
3. 証。
4. たからもの。feat. SA.RI.NA
5. ずっと。

### iTunes Music Storeプレオーダー特典
- 配信盤のみで観られる。

1. あなた。オフィシャルPV